# Paramelomys rubex
Paramelomys rubex är en däggdjursart som beskrevs av Thomas 1922. Paramelomys rubex ingår i släktet Paramelomys och familjen råttdjur. Inga underarter finns listade i Catalogue of Life.
Arten förekommer i kulliga områden och bergstrakter på Nya Guinea. Den lever i regioner mellan 900 och 3000 meter över havet. Individerna vistas i tropiska skogar och de går på marken eller klättrar i träd. Per kull föds oftast två ungar.